# 스트론튬
스트론튬(←영어: Strontium 스트론티엄[*], 문화어: 스트론티움←독일어: Strontium 슈트론치움[*])은 화학 원소로 기호는 Sr(←라틴어: Strontium 스트론티움[*])이고 원자 번호는 38이다. 은백색의 무른 알칼리 토금속으로 반응성이 크다. 같은 족 원소인 칼슘과 바륨과는 물리적, 화학적 성질이 비슷하다. 공기에 노출되면 산화되어 노란색으로 바뀐다. 천청석이나 스트론티아니아트에서 산출된다. 천연 스트론튬 동위 원소들은 모두 안정하지만 방사성 낙진에는 반감기가 28.78년인 스트론튬-90(90Sr)이 포함되어 있다.
스트론튬이라는 이름은 1790년 스트론튬을 포함한 광물인 스트론티아니아트가 발견된 스코틀랜드의 스트론티안(Strontian)이라는 마을에서 따 온 것이다. 19세기에는 주로 스트론티안 과정(Strontian process)에서 스트론튬을 이용해 사탕무에서 설탕을 생산하는 용도로 사용하다가 오늘날에는 TV의 음극선관의 생산에 사용된다.
최근 원소기호가 St에서 Sr로 바뀌었다.

## 특성
스트론튬은 은백색의 무른 알칼리 토금속으로 칼슘보다도 무르고 반응성이 크다. 물 속에서 격렬하게 반응하여 수산화 스트론튬(Sr(OH)2)과 수소 기체(H2)를 발생시키며, 공기 중에서는 연소하여 산화 스트론튬과 질화 스트론튬을 생성한다. 그러나 실온에서는 오직 산화물만 생성되며 380 °C 이상이 되어야 질소와 반응한다. 세 가지의 동소체가 존재하며, 동소체의 구조가 전환되는 온도는 각각 235 °C와 540 °C이다.
반응성이 매우 크기 때문에 자연에서는 다양한 원소들과 결합한 화합물로 존재한다. 공기 중에서는 산소와 빠르게 반응하여 밝은 노란색 산화물을 생성하므로 광물유 등 액체 탄화수소를 포함한 물질 속에 보관한다. 입자가 고운 스트론튬 분말은 실온에서도 스스로 발화하며, 휘발성의 스트론튬 화합물은 연소할 때 밝은 빨간색 빛을 방출하므로 불꽃놀이 폭죽이나 섬광탄 등의 제조에 이용된다. 대부분의 스트론튬 화합물은 무색투명하며, 칼슘과 바륨의 중간 정도의 성질을 가지고 있다. 황산 스트론튬(SrSO4)과 탄산 스트론튬(SrCO3)은 물에 많이 녹지 않으므로 광물에 많이 존재하며, 나머지 대다수의 스트론튬 화합물도 이들 물질에서 얻을 수 있다. 다른 알칼리 토금속과 마찬가지로 황화 스트론튬은 물속에서 아래 반응식을 따라 쉽게 가수분해된다.

SrS + 2H2O → Sr(OH)2 + H2S
천연 스트론튬은 네 종류의 안정 동위 원소로 이루어져 있다.

## 역사
스트론튬은 1790년 스코틀랜드의 스트론티안 마을의 납 광산에서 아데어 크로포드(Adair Crawford)와 그의 동료가 광물 형태로 처음으로 발견되었다. 두 사람은 이 광물이 주변에서 발견되는 다른 광물과는 다르다는 것을 발견하였다. 이후 험프리 데이비가 1808년에 처음으로 염화 스트론튬과 산화 수은의 혼합물을 전기분해하여 분리해냈다.
발견 이후 19세기에는 수산화 스트론튬을 이용해 사탕무에서 설탕을 생산하는 과정에 대량으로 사용되었다. 제1차 세계대전 직전까지 매년 10만~15만 톤의 설탕이 이러한 방식으로 생산되었으며, 수산화 스트론튬은 다시 재사용이 가능했다.
제2차 세계대전 이후 냉전 시기에 대기권에서 실시된 핵실험에서는 핵분열 산물로 90Sr이 비교적 높은 수치로 생성되는 것이 발견되었다. 스트론튬은 칼슘과 화학적 성질이 비슷하여 뼈에 축적되는 성질이 있고 몸에서 잘 배출되지 않기 때문에 이러한 방사성 스트론튬에 노출되면 건강에 악영향을 미칠 수 있다.

## 존재
스트론튬은 지각 속에 약 360ppm 정도 포함되어 있으며, 지각에서 15번째로 풍부한 원소이다. 주로 스트론티아니아트(SrCO3)와 천청석(SrSO4)에서 산출된다. 2007년 기준으로 주 생산국은 전체 생산량의 2/3을 생산한 중국이며, 이외에 스페인, 멕시코, 터키, 아르헨티나, 이란 등에서도 상당량 생산되었다. 해수 속에는 약 8ppm 정도 들어 있다.

## 동위 원소
스트론튬은 안정한 천연 동위 원소가 4가지 존재하며, 각각 84Sr(0.56%), 86Sr(9.86%), 87Sr(7.0%), 88Sr(82.58%)이다. 이들 중 87Sr은 항성에서 다른 안정 동위 원소들과 함께 생성될 수도 있고, 87Rb이 4.88×1010년의 반감기를 거쳐 붕괴하여 생성될 수도 있다. 또, 86Sr과 87Sr의 비율은 광물이나 암석에 따라 차이가 크게 날 수도 있다. 이외에 16종류의 방사성 동위 원소가 존재하며, 이들 중 가장 반감기가 긴 것은 90Sr로 반감기가 28.78년이다. 이는 핵분열의 부산물로 생성되며, 뼈에서 칼슘을 대체하고 체외로 잘 배출되지 않아 암을 유발하게 된다. 그러나 고에너지의 베타 입자를 방출하는 핵종들 중 가장 반감기가 긴 동위 원소 중 하나이므로 가볍고 수명이 긴 핵에너지원이 필요할 때 자주 사용된다. 반감기가 짧은 인공 방사성 동위 원소인 89Sr은 뼈암 치료에 사용된다.

## 용도

### 음극선관
전체 스트론튬 생산량의 3/4 정도는 컬러 TV의 음극선관 유리로 사용된다. 이는 음극선관에서 생성되는 X선을 막는 효과가 있다. 컴퓨터의 CRT 모니터에서도 X선을 차단할 때 납유리와 함께 쓰이나, 납유리는 X선과 상호작용하여 변색되므로 실제 스크린에는 스트론튬이나 바륨으로 된 X선 차단 유리를 사용한다. 그러나 현재는 이러한 모니터 대신 LCD, LED 등의 디스플레이 장치로 대체되고 있으므로 스트론튬 사용도 감소 추세에 있다.

### 동위 원소의 이용
자연에 존재하는 4가지의 안정한 스트론튬 동위 원소들의 존재 비율은 지역에 따라 큰 차이를 보인다. 또한, 스트론튬은 칼슘과 성질이 비슷하여 뼈에 쌓이는 성질이 있다. 따라서 어떤 개체의 뼈를 통해 그 생명체가 어디에서 온 것인지 알 수 있다. 특히 86Sr과 87Sr의 비율은 지역에 따라 그 편차가 큰데, 이러한 점을 이용하면 동물의 이동 경로 추적, 과거 전투에 참전한 군인들의 출신 지역, 고대 건축물에 사용된 건축 자재의 원산지, 범인의 출신 지역을 찾아내는 법의학 분야 등에 응용할 수 있다.
방사성 동위 원소인 90Sr은 방사성 동력원으로 사용된다.

### 불꽃놀이
탄산 스트론튬(SrCO3)이나 기타 스트론튬 화합물은 연소하면서 붉은 빛을 내므로 불꽃놀이 폭죽의 제조에 사용된다. 전체 생산량의 약 5%가 이러한 용도로 사용된다. 일부는 섬광탄의 제조에도 사용된다.

### 광격자시계
광격자시계는 스트론튬 원자가 429조 2280억 422만 9877회 진동한 횟수를 1초로 한다. 세슘 원자시계보다 정확성이 높다.

### 연구 중
위에서 언급한 분야 이외에 광학, 자석, 합금, 형광 물질, 세라믹, 홀로그램 스크린 개발 등의 분야에서 스트론튬 화합물이 활발히 연구 중이다.